# Équipe de Syrie féminine de handball
L'équipe de Syrie de handball féminin représente la Syrie lors des compétitions internationales de handball féminin. La sélection n'a jamais participé aux tournois olympiques ou à une phase finale des championnats du monde. 
Elle a participé une seule fois aux championnats d'Asie, terminant quatrième en 1987.
Elle est aussi quatrième des Jeux méditerranéens de 1987 et troisième du Championnat d'Asie de l'Ouest 2018 à Amman. 